# Rio ligne 174
Pour plus de détails, voir Fiche technique et Distribution.
Rio ligne 174 (Última Parada 174) est un film franco-brésilien réalisé par Bruno Barreto, sorti en 2008.

## Synopsis
Rio de Janeiro, 1983. Marisa, allaite le petit Alessandro dans une favela carioca. Toxicomane, elle assiste impuissante à l'enlèvement de son bébé, retiré de ses bras par le chef du trafic local, à cause d'une dette impayée. La mère ne récupérera jamais l'enfant qui sera désormais élevé par le dealer. Expulsée de la communauté, destituée de tout bien matériel ou lien affectif, il ne lui reste plus que le souvenir d'Alessandro. Marisa commence à fréquenter un des lieux de cultes religieux qui prolifèrent dans la périphérie de la ville - la seule consolation à une obsession qui ne la lâche pas et une blessure qui ne cicatrise pas : retrouver le fils perdu. Rio de Janeiro, 1993. De l'autre côte de la Baie de Guanabara, Sandro, dix ans, fils unique, voit sa mère, qui possède un petit snack, tuée par deux voleurs. Bien que recueilli chez sa tante, le garçon ne se sent pas bien et décide de s'enfuir...

## Fiche technique
- Titre : Rio ligne 174
- Titre original : Última Parada 174
- Réalisation : Bruno Barreto
- Scénario : Bráulio Mantovani
- Photographie : Antoine Héberlé
- Durée : 110 minutes
- Pays :  Brésil et  France
- Dates de sortie : 
  -  Brésil : 24 octobre 2008
  -  France : 22 juillet 2009

## Distribution
- Miguel Gomes (VF : Tristan Schotte) : Sandro de Nascimento
  - Vitor Carvalho (VF : Martin Enuzet) : Sandro enfant
- Cris Vianna (VF : Célia Torrens) : Marisa
- Marcello Melo Junior (VF : Pablo Andres) : Alê Monster
  - Hyago Silva : Alê Monster enfant
- Gabriel Luiz (VF : Floras Thomas) : Soninha
  - Yasmine Luyindula : Soninha enfant
- Anna Cotrim (VF : Angélique Leleux) : Walquiria
- Tay Lopez (VF : Alexandre Crépet) : Jaziel
- Douglas Silva : Patola
  - Ramom Francisco : Patola enfant
- Gleyson Lima : Quico
  - Lucas Rodrigues : Quico enfant
- Rafael Logan : Meleca
- Jana Guinoud (VF : France Bastoen) : Maria
- Rodrigo Dos Santos (VF : Mathieu Moreau) : Wagner
- André Ramiro : le négociateur de la police
- Alessandra Cabral : Geni
- Teresa Xavier : Selma
- Maria Delfina : Jacira